# Delitto senza movente
Delitto senza movente (The Sleepwalker Killing) è un film per la televisione del 1997 diretto da John Cosgrove.

## Trama
Nel bel mezzo della notte Mark Schall uccide sua suocera e ferisce gravemente il suocero. Tuttavia Mark non ricorda di aver fatto una cosa simile e in tribunale il suo avvocato avvale della teoria che Mark cammini nel sonno.
Una teoria, un solo esito.

## Distribuzione
- Uscita negli USA : 28 aprile 1997
- Uscita in Francia : 19 novembre 2004
- Uscita in Ungheria : 11 settembre 2005